# Saint-Plancard
Saint-Plancard település Franciaországban, Haute-Garonne megyében. Lakosainak száma 395 fő (2022. január 1.). Saint-Plancard Cazaril-Tambourès, Le Cuing, Larroque, Lécussan, Loudet, Sédeilhac és Villeneuve-Lécussan községekkel határos.

## Népesség
A település népessége az elmúlt években az alábbi módon változott:
| Lakosok száma | 475  | 476  | 452  | 384  | 354  | 362  | 364  | 392  | 393  | 395  |
|               | 1968 | 1982 | 1990 | 2006 | 2013 | 2015 | 2017 | 2019 | 2020 | 2022 |